# Petrina
Petrina je naselje v Občini Kostel.
Naselje leži ob zgornjem toku reke Kolpe, kjer se ta segreje do 19 °C. Most čez Kolpo povezuje Petrino z Brodom na Kolpi na Hrvaškem. Z vstopom Hrvaške 1. januarja 2023 v skupno schengensko območje je bila mejna kontrola po 32 letih ukinjena.